# Arnold Haskell
Arnold Lionel Haskell, född 19 juli 1903 i London, död 14 november 1980 i Bath, var en brittisk danskritiker. Han var betydelsefull för att ge balett mer uppmärksamhet, särskilt som medgrundare av Camargo Society och som chef för Royal Ballet School.